# Gran Premio Internacional Costa Azul
El Gran Premio Internacional Costa Azul (oficialmente: GP Internacional Costa Azul) fue una competición ciclista por etapas que se disputaba en Portugal. 
Comenzó a disputarse en 1986 como amateur y hasta el 2005 no fue profesional, por ello la mayoría de sus ganadores han sido portugueses, aunque no se llegó a disputar con regularidad y tuvo varios parones. Tras un largo parón con la creación de los Circuitos Continentales UCI en 2005 empezó a ser profesional, dentro de la categoría 2.1. Siendo su última edición en 2006. Esa categoría profesional hizo que llegasen a participar en la prueba equipos UCI ProTour (máxima categoría).
Llegó a tener hasta 7 etapas y las ediciones profesionales tuvieron 4, finalizando siempre en Santiago do Cacém.

## Palmarés
En amarillo: edición amateur.
| Año       | Ganador                 | Segundo                 | Tercero                      |
| --------- | ----------------------- | ----------------------- | ---------------------------- |
| 1986      | Manuel Zeferino         |                         |                              |
| 1987-1988 | ediciones no realizadas | ediciones no realizadas | ediciones no realizadas      |
| 1989      | Cayn-Jack Theakston     | Eduardo Manuel Correia  | José Antonio Xavier Guimares |
| 1990      | Bandera de ?            | Bandera de ?            | Bandera de ?                 |
| 1991      | Carlos Alberto Carneiro | Bandera de ?            | Bandera de ?                 |
| 1992      | Joaquim Alberto Salgado | Bandera de ?            | Bandera de ?                 |
| 1993      | Luis Jorge Sequeira     | Paulo Manuel Couto      | Andrzej Dulas                |
| 1994      | edición no realizada    | edición no realizada    | edición no realizada         |
| 1995      | Joaquim Alberto Salgado | Pedro Miguel Lopes      | José Agostinho Rosa          |
| 1996      | José Benito Azevedo     | Bandera de ?            | Bandera de ?                 |
| 1997-2004 | ediciones no realizadas | ediciones no realizadas | ediciones no realizadas      |
| 2005      | Rubén Plaza             | Bernhard Eisel          | Enrico Degano                |
| 2006      | Robbie McEwen           | Bernhard Eisel          | Giosuè Bonom                 |

## Palmarés por países
| País        | Victorias |
| ----------- | --------- |
| Portugal    | 6         |
| Reino Unido | 1         |
| España      | 1         |
| Australia   | 1         |